# Патров
Патро́в — апостол от семидесяти. Упоминается в послании апостола Павла к Римлянам: «Приветствуйте Асинкрита, Флегонта, Ерма, Патрова, Ермия и других с ними братьев» (Рим. 16:14).

Кроме имени о Патрове в новозаветных книгах больше не содержится никакой информации. Вероятно, он был одним из выдающихся членов Римской церкви, раз удостоился приветствия от апостола Павла. В Четьи Минеях Димитрия Ростовского сообщается, что он был епископом в Неаполе и Путеолах. В библейской энциклопедии архимандрита Никифора сказано:
 «Патров (греч. Πατροβας — отцу последующий) — один из 70 апостолов и ревностнейший из спутников и сотрудников апостола Павла. Предание говорит, что он был епископом Неаполя и Путеол и принял мученический венец за имя Христово».
Память апостола Патрова в православной церкви совершается 18 ноября  (5 ноября по старому стилю)  и 17 января (4 января по старому стилю) в день Собора Апостолов от семидесяти, в католической церкви — 4 ноября. 
В православной церкви нет отдельной службы апостолу Патрову. О неё упоминается в службе 70-ти апостолов (3-й стих 7-й песни): «Твой апостол Патров, блаже, плотское твое к человеком пришествие проповеда, заблудшия к познанию наставляя и просвещая зарею веры».